# 은하수를 여행하는 히치하이커를 위한 안내서의 구절들
《은하수를 여행하는 히치하이커를 위한 안내서》는 과학소설로, 과학 소설을 좋아하는 사람들로부터 많은 인기를 받아왔다. 은하수를 여행하는 히치하이커를 위한 안내서의 안내서의 구절들은 여러 군데에서 많이 인용되었다.

## 삶, 우주, 그리고 모든것에 대한 답변 (42)

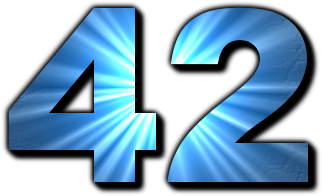
삶, 우주 그리고 모든것에 대한 답변

최초의 소설과 라디오 시리즈에서, 초지능적인 범차원 존재들은 삶, 우주 그리고 모든것에 대한 궁극적인 해답을 얻기 위해서 깊은 생각이란 슈퍼컴퓨터를 개발하게 되었다. 깊은 생각은 그 질문에 대해서 750만년동안 계산해내었고, 42란 답을 내놓게 된다. 불행하게도, 42를 답으로 하는 궁극적인 질문은 계산이 안되었다.
궁극적인 질문에 대한 해답을 말하고, 컴퓨터는 자신은 불가능하나, 더 강력한 컴퓨터(지구)라면 가능하다고 하였으며, 프로그래머들이 새로운 모습으로 지구안에 들어가 천만년짜리 프로그램을 가동해야 답이 나올것이라고 예측하였다. 새로운 슈퍼컴퓨터는 생물들이 하나의 수치 행렬로 작동하게 되고, 초지능적인 존재들은 쥐로 모습을 바꾸어서 조종하게 된다. 이 계획은 200만년 남은 시점에 골가프린참인이 나타나서 완벽하게 훼방을 놔버리고, 해답이 나오기 5분전에 보곤인들이 와서 초공간 고속도로를 뚫기 위해서 지구를 쓸어버리게 된다. 보곤인들은 개그 하프런트를 주축으로 하는 정신과 의사들의 집단에 고용되어 있었다. 개그 하프런트는 그들의 직업이 궁극적인 답변으로 없어지게 되는걸 두려워 했으며, 그들은 보곤인을 고용하여 지구를 쓸어버리게 되었다.
진짜 질문을 얻지 못한 쥐들은, 천만년동안 다시 프로그램을 진행하기 싫어서, 밥 딜런의 Blowin' in the Wind란 노래에 나오는 "사람은 얼마나 많은 길을 걸어야 되나"를 질문으로 삼기로 결정해버린다.
최초의 라디오 시리즈 끝에(소설상으론 우주 끝에 있는 레스토랑) 아서 덴트는, 그의 뇌의 잠재영역에 그 해답이 있다는걸 알게 된다. 그래서 아서 덴트는 그의 뇌파 패턴에 숨어있는 최후의 질문을 찾아낼려고 하고, 우울증 걸린 로봇 마빈이 스크래블을 즐기던 원시 인류가 42를 꺼내놓자, 아서에게 제안을 하였다. 아서는 가방에서 무작위로 스크래블 조각을 꺼냈고, 조각들은 이런 말을 나타내고 있었다 "What do you get if you multiply six by nine"?
나중에 몇몇 독자들은 13진법으로 계산할시에 613 × 913 = 4213가 된다고 말하였다. 더글러스 애덤스는 나중에 이 발견에 대해서 "내가 이 경우에 대해서 유감이지만, 전 13 진법을 기반으로 농을 적지 않았습니다"라고 주장하였다.
3권 삶, 우주 그리고 모든것에서 모든걸 다 알고 있는 사람인 프락(Prak)은 그게 맞다고 하였다. 그는 한 우주에서 2가지 해답이 동시에 나오기란 불가능하며(불확정성원리를 비유함), 만약 두개가 동시에 나오게 되면, 우주가 좀더 괴상한 곳으로 바뀌며, 이미 이런일이 일어났을 수도 있다고 말하였다.

### 42
더글러스 애덤스는 그의 생애동안 왜 42를 골랐냐는 많은 질문을 받았다. 많은 이론들이 제시되었지만, 더글러스 애덤스는 그것들에 대해서 거부하였다. 1993년 11월 3일, 더글러스 애덤스는 뉴스 그룹 alt.fan.douglas-adams에 답변을 하였다
The answer to this is very simple. It was a joke. It had to be a number, an ordinary, smallish number, and I chose that one. Binary representations, base thirteen, Tibetan monks are all complete nonsense. I sat at my desk, stared into the garden and thought '42 will do.' I typed it out. End of story.— 더글러스 애덤스

애덤스는 또한 그의 선택에 대해 "42는 완벽한 숫자로, 오직 둘로만 나뉠 수 없지만, 6과 7로도 나뉠 수 있다. 사실은 당신이 공포에 떨지 않고, 당신의 부모님에게 설명할 수 있는 그런 종류의 숫자이다."라고 설명하였다.

### 42 퍼즐
본 문서의 이해를 돕기 위한 비자유 그림이 있습니다. 
링크의 파일을 직접 올려 주세요
42 퍼즐은 1994년 더글러스 애덤스가 고안해낸 게임으로, 은하수를 여행하는 히치하이커를 위한 안내서의 미국판에 들어가 있다. 이 퍼즐은 42개의 여러 가지 색깔공으로 구성되어 있으며, 7개의 열과 6개의 행으로 구성되어 있다.
| “ | Everybody was looking for hidden meanings and puzzles and significances in what I had written (like 'is it significant that 6 * 9 is 42 in base 13?'. As if.) So I thought that just for a change I would actually construct a puzzle and see how many people solved it. Of course, nobody paid it any attention. I think that's terribly significant | ” |
|   | — 더글러스 애덤스 |   |

이 퍼즐의 질문은 알려져 있지 않지만, 답은 42로 알려져 있다. 이 퍼즐은 처음엔 삽화가 들어간 안내서에 처음 들어갔는데, 그 후에 미국에서 인쇄된 4권의 안내서에 삽입되었다. 이 퍼즐은 6개의 해답이 알려져 있다.

### 인터넷에서의 42
42와 "삶, 우주 그리고 모든것"은 인터넷에서 컬트의 자리에 올랐으며, 몇몇 검색엔진(구글, Wolfram Alpha에서 the answer to life, the universe and everything이라 적으면 42로 나온다.

## Don't Panic

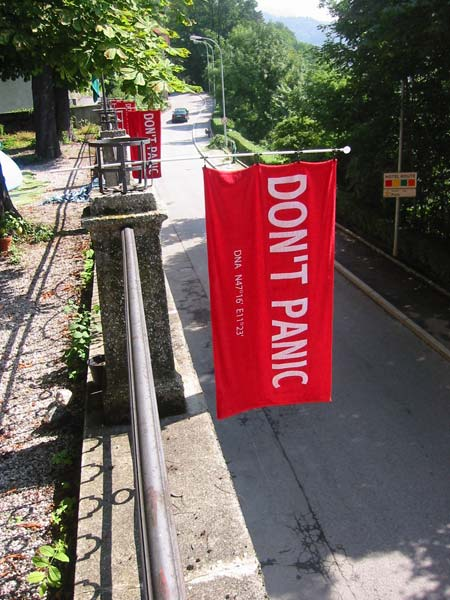
타월 데이때 인스부르크에 걸려진 Don't Panic이 적힌 타월들

안내서에서, DON'T PANIC는 은하수를 여행하는 히치하이커를 위한 안내서의 책장에 적혀있는 명구이다. 소설에서는 이 말을 이 책에 달린 여러 가지 스위치들을 조정하는게 매우 어렵게 보이는 탓도 있고, 또 약간으론 공황에 빠진 은하간 여행자들을 위한 말이라고 설명한다. 책장에 친근하고 큼지막하게 인쇄된 이 말은 안내서의 많은 부정확한 내용들에도 불구하고, 은하대백과사전보다 더 잘팔리는데 일조하기도 하였다.
아서 C. 클라크는 더글러스 애덤스가 "DON'T PANIC"을 책에 적은걸 가리켜 인류에 있어 아마도 가장 최고의 조언일 것이라고 말하였다.

## 자기 타월이 어디 있는지 아는 사람
안내서에서는 놀라울 정도로 침착한 사람을 가리켜, 그 혹은 그녀의 타월이 어디 있는지 아는 사람이라고 정의한다.
더글러스 애덤스는 이 문구에대한 아이디어를 그가 휴일날 없어진 자신의 비치타월을 찾다가 발견하게 되었다. 타월 데이에 안내서의 팬들은 더글러스 애덤스를 기념하기 위해서 타월을 들고 다닌다.

## 대체로 무해함
원래 안내서의 지구 항목엔 "무해함"만 들어가 있었는데, 포드 프리펙트가 지구에 도착하면서 여러 가지 자료를 안내서 출판사에 넘겼다. 그러나 안내서 출판사측은 그걸 다 잘라먹고, 안내서엔 "대체로 무해함 (Mostly Harmless)"이란 말만 남게 된다. 아서 덴트는 지구를 뜻하는 이 단어를 듣고 화를 내게 된다. 대체로 무해함은 여러 SF에 지구를 참조하는 단어로 쓰였으며, 안내서 5권의 제목으로 쓰이기도 하였다.

## 안녕히, 그리고 물고기는 고마웠어요
지구상에서 인간과 쥐를 제외한 똑똑한 존재인 돌고래는 지구의 종말이 머지 않았음을 알게 되고, 인간들에게 경고하게 된다. 그러나 인간들은 돌고래들의 행동이 물고기를 받아먹기 위해서 뒤 공중돌기를 펼치는 것이라고 잘못 이해했다. 돌고래들이 지구를 떠나기 전에, 인간들에게 보낸 메시지도 인간들은 돌고래들이 휘파람으로 Star Spangled Banner를 부르며 세 번 뒤 공중돌기를 하는 것으로 잘못 이해 되었다. 돌고래들이 인간들에게 남긴 메시지는 다음과 같다. "안녕히, 그리고 물고기는 고마웠어요 (So Long, and Thanks for All the Fish)" 이 문구는 안내서 제 4권의 제목으로 쓰였으며, 안내서를 원작으로 하는 영화의 여는 음악의 제목으로 쓰이기도 하였다.

## 같이 보기
- 42
- 삶의 의미